# Eddie Phillips (attore)
Eddie Phillips, pseudonimo di Edward Nelson Phillips (Filadelfia, 14 agosto 1899 – North Hollywood, 22 febbraio 1965), è stato un attore statunitense che iniziò con discreto successo la carriera cinematografica all'epoca del muto. All'avvento del sonoro, trovò difficoltà a ricoprire ruoli di una qualche importanza, e continuò a lavorare soprattutto in pellicole di genere western per le piccole compagnie indipendenti della Poverty Row.

## Filmografia
- Binks and the Bathing Girls - cortometraggio (1913)
- Segnale d'amore (The Love Light), regia di Frances Marion (1921)
- The Scarab Ring, regia di Edward José (1921)
- Just Around the Corner, regia di Frances Marion (1921)
- The Good Provider, regia di Frank Borzage (1922)
- The Sea Raiders, regia di Edward H. Griffith (1922)
- Lost in a Big City, regia di George Irving (1923)
- The Fog, regia di Paul Powell (1923)
- The Nth Commandment, regia di Frank Borzage (1923)
- Through the Dark, regia di George W. Hill (1924)
- George Washington, Jr., regia di Mal St. Clair (1924)
- The Whipping Boss, regia di J.P. McGowan (1924)
- Flapper Wives, regia di Justin H. McCloskey, Jane Murfin (1924)
- Women Who Give, regia di Reginald Barker (1924)
- The Plunderer, regia di George Archainbaud (1924)
- Miss America (The Beauty Prize), regia di Lloyd Ingraham (1924)
- Virtue's Revolt, regia di James Chapin (1924)
- On the Stroke of Three
- On Probation, regia di Charles Hutchison (1924)
- Black Lightning, regia di James P. Hogan (1924)
- Capital Punishment, regia di James P. Hogan (1925)
- Silent Pal, regia di Henry McCarty (1925)
- Shattered Lives, regia di Henry McCarty (1925)
- April Fool, regia di Nat Ross (1926)
- The Phantom of the Forest, regia di Henry McCarty (1926)
- The Bells, regia di James Young (1926)
- We Americans, regia di Edward Sloman (1928)
- Primo amore (Lonesome), regia di Pál Fejös (1928)